# Tan Dun

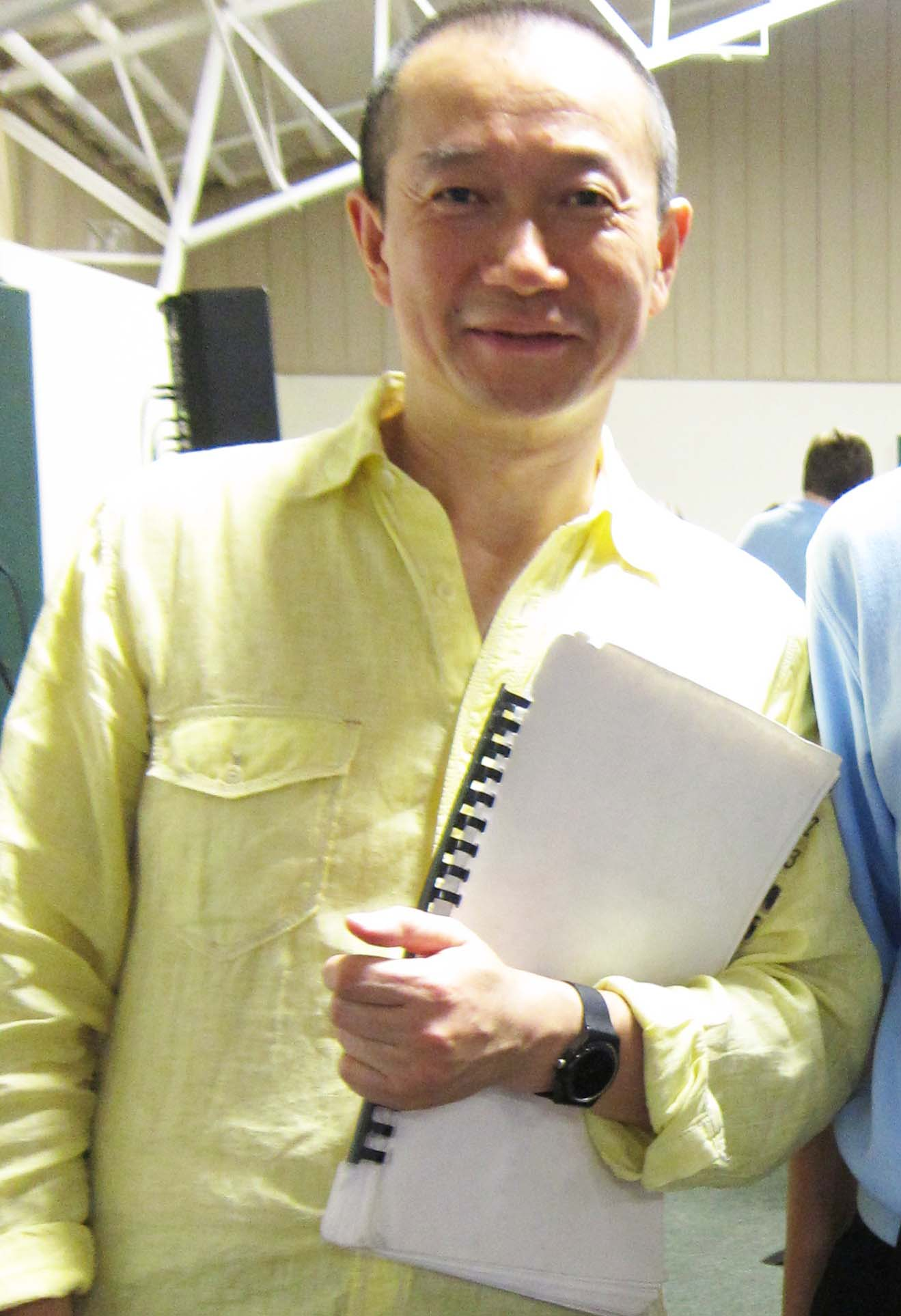
Tan Dun

Tan Dun, pinyin: Tán Dùn, 譚盾, 谭盾 (Simao (Hunan), 18 augustus 1957) is een Chinees componist, vooral bekend door de filmmuziek van de films Crouching Tiger, Hidden Dragon en Hero waarvoor hij een Grammy en een Oscar won.

## Jeugd
Tan Dun werd geboren in het dorp Simao, Changsha in de provincie Hunan in China. Als kind was hij gefascineerd door de rol van de shimao in het dorp, die rituelen en officiële gebeurtenissen verrichtte, vaak op muziek gemaakt met voorwerpen uit de natuur, zoals rotsen en water. Te midden van de Culturele Revolutie in die tijd werd er echter neergekeken op zulke ouderwetse gewoontes. Dun werd als rijstplanter naar een staatscommune gestuurd. 
Zijn liefde voor muziek werd hierdoor echter niet minder. Hij stelde zijn eigen muziekgroep samen, gebruikmakend van de boeren in het dorp en van waar ze maar op konden spelen, soms niet veel meer dan potten en pannen. Het kwam door deze boeren dat hij de traditionele Chinese snaarinstrumenten leerde bespelen. 
Hij kon wegkomen uit de commune door een door de staat georganiseerde reizende groep van de Opera van Peking. Toen een vrachtwagen vol opera-artiesten in de buurt van de commune verongelukte, waarbij velen om het leven kwamen, werd Tan Dun in dienst genomen door de groep. 
Vanuit die groep ging hij naar het Conservatorium van China waar hij onder anderen studeerde bij Toru Takemitsu, die hem sterk beïnvloedde.

## Verhuizing naar Amerika
In 1985 verhuisde Tan Dun naar New York als doctoraalstudent aan de Columbia-universiteit, waar hij compositie studeerde bij Chou Wen-chung, die weer gestudeerd had bij Edgard Varèse en deze ook had geassisteerd. Het was daar dat Tan de muziek van experimentele muziek ontdekte van musici als Philip Glass, John Cage, Meredith Monk en Steve Reich. Hij besefte geleidelijk dat hij al deze invloeden in zijn eigen muziek kon opnemen: zijn jeugd in Hunan, zijn klassieke opleiding aan het conservatorium en de hedendaagse experimentele componisten in New York.

## Muzikale stijl en composities
Tan Dun gebruikt niet-traditionele en natuurlijke instrumenten in zijn composities. Zijn stuk Water Passion After St. Matthew schrijft verstrekte waterschalen voor in plaats van traditionele percussieinstrumenten, en in zijn Paper Concerto wordt uitsluitend gebruikgemaakt van papier om muziek te maken. Tan Dun voegt ook vaak multimedia in zijn voorstellingen, zoals orkesten die interactie hebben met video, of deelname van het publiek.
Voor de officiële ceremonie voor de overdracht van de macht over Hongkong aan China op 1 juli 1997 werd Tan Dun gevraagd om een symfonie te schrijven, die de titel kreeg Symphony 1997: Heaven Earth Mankind, voor solo cello (gespeeld door Yo-Yo Ma tijdens de première), de kort daarvoor herontdekte bianzhong-klokken, kinderkoor en orkest.
In 2000 kreeg Tan Dun samen met Sofia Goebaidoelina, Osvaldo Golijov en Wolfgang Rihm de opdracht van Internationale Bachakademie Stuttgart om een compositie te schrijven voor het Passion 2000-project ter nagedachtenis van Johann Sebastian Bach. Tan Duns bijdrage bestond uit de Water Passion After St. Matthew.
Hij schreef de Internet Symfonie Nr. 1 Eroica voor het Youtube Symfonie Orkest in 2008.

### Opera
- Marco Polo, première tijdens de Münchener Biënnale in München op 7 mei 1996.

- Peony Pavilion, première tijdens de Wiener Festwochen in Wenen, op 12 mei 1998.

- Tea: A Mirror of Soul, met een libretto van Tan Dun en Xu Ying, in opdracht van de Suntory Hall in Tokio, Japan, première aldaar op 22 oktober 2002 (Amerikaanse première in 2007 bij de Opera van Santa Fe, Nederlandse en Europese première in 2003.

- The First Emperor, première op 21 december 2006 in New York onder leiding van de componist bij de Metropolitan Opera die de compositieopdracht had verstrekt. Het libretto van Tan Dun en Ha Jin is gebaseerd op het leven van de eerste keizer van China, Qin Shi Huang, die het land verenigde en een aanvang maakte met de bouw van de Chinese Muur. De productie was van filmproducent Zhang Yimou. Plácido Domingo zong de titelrol en Elizabeth Futral de dochter van de Keizer, Paul Groves de musicus Gao Jianli.

## Prijzen en onderscheidingen
In 1994 kreeg hij de The Eugene McDermott Award in the Arts van de Raad voor de Kunsten van de Massachusetts Institute of Technology in Boston, Verenigde Staten.
In 1996 kreeg hij van de Glenn Gould Foundation de City of Toronto - Glenn Gould International Protégé Prize in Music.
```
in 2017 kreeg hij een gouden leeuw voor zijn gehele oeuvre in Venetië
```